# マグネティック・テープ・アラート
マグネティック・テープ・アラートとは、国連教育科学文化機関（ユネスコ）などが2019年に発した警告、およびプロジェクトである。ビデオテープなど磁気テープの再生機器の製造や保守サービスが終了しているため、2025年までに磁気テープをデジタル化しなければ、中のデータが永久に失われかねない、という内容。

## 背景
8ミリフィルムなど古い時代から使われてきた映画用フィルムは、適切に保存すれば長持ちして再生も可能である一方、フィルムとデジタルのはざまにあたる、1970年代から2000年代にかけて普及した磁気テープを対象とした再生機器の保守サービスは次々と終了している。くわえて、熟練技術者の引退に伴い保守の知識や技術は失われ、さらに物理的な摩耗やカビ、湿気による劣化が進行している。
ビデオの中でも、特に初期（1950 - 70年代）に使用されていた2インチVTRなどで問題が顕著で、既に2000年代前半には国際テレビアーカイブ機構（FIAT/IFTA）などが映像の保存（フォーマット変換）の必要性を訴えていた（2インチVTR#現在の状況も参照）。

## 対応
オーストラリアやオランダでは政府の助成を得て、大規模なデジタル化が行われている。また、国立映画アーカイブは「世界視聴覚遺産の日」を記念して「マグネティック・テープ・アラート：膨大な磁気テープの映画遺産を失う前にできること」というイベントを開催したほか、ビデオテープの保存・デジタルファイル化に関する参考資料、ビデオテープのデジタル化業者一覧等をまとめたウェブページを開設した。
多くの専門機関では既にマグネティック・テープ・アラートへの対応が進められているものの、小規模期間や個人所有のものについては多くが未対応であるとされる。